# Marmo pavonazzetto

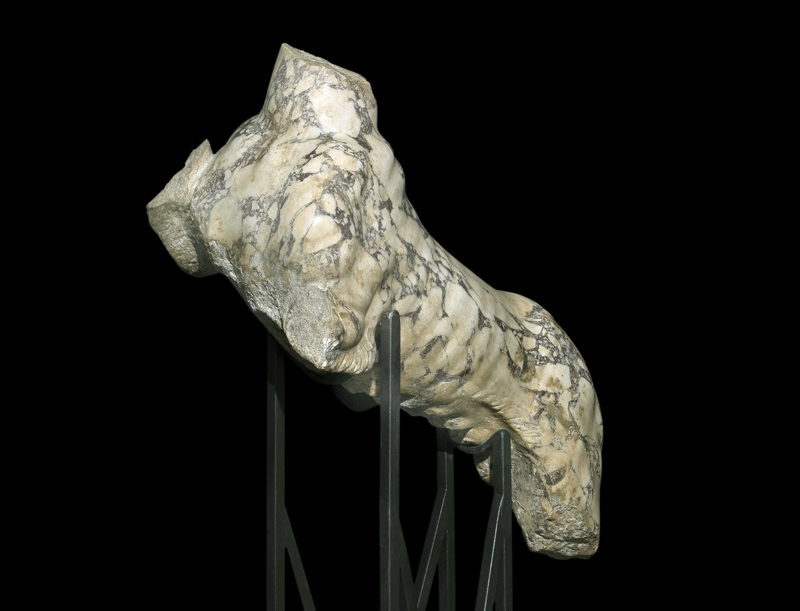
Tigre II (III secolo d.C.) in marmo pavonazzetto

Il marmo pavonazzetto è un tipo di marmo bianco con venature "pavonazze", ovvero di colore violaceo o Verdina e azzurrina scuro, come nella coda del pavone.
È chiamato anche frigio, in latino Marmor Phrygium o Marmor Docimium per la sua provenienza dall'omonima regione dell'Asia Minore, l'attuale regione Egea, nei pressi di İscehisar in Turchia.
Il pavonazzetto fu uno dei marmi colorati più apprezzati e diffusi nella Roma antica; veniva usato per pavimenti, colonne, fusti e ornamenti sia per colonne sia per statue come nel Foro di Traiano.
Nell'Editto dei prezzi di Diocleziano risulta costare addirittura 200 denari a piede cubo (301 d.c.)